# ラインホルト・シュンツェル
ラインホルト・シュンツェル（Reinhold Schünzel、1888年11月7日 - 1954年9月11日）は、ドイツの映画監督、俳優。

## 監督作品
- 永遠の調べ
- 早春
- 紅天夢
- カイロの結婚
- カルメン狂想曲
- お洒落王国
- 拳闘王
- 爆弾乱れ飛ぶ
- 黄金狂乱
- 王城鬼バルサモ
- マリア・マグダレナ

## 出演作品
- ベルリン特急
- 汚名
- 三文オペラ 1931年
- 女王様御命令
- ル・バル
- 黄金狂乱
- 恋のネルスン
- 恋と嵐
- 王城鬼バルサモ
- 世界の黎明
- 消えぬ過去
- マリア・マグダレナ
- パッション
- 怪談五種
- 人生のメリー・ゴー・ラウンド
- ダイヤモンド
- 舞踊の花形
- 人肉の市